# تندکوله‌گردی

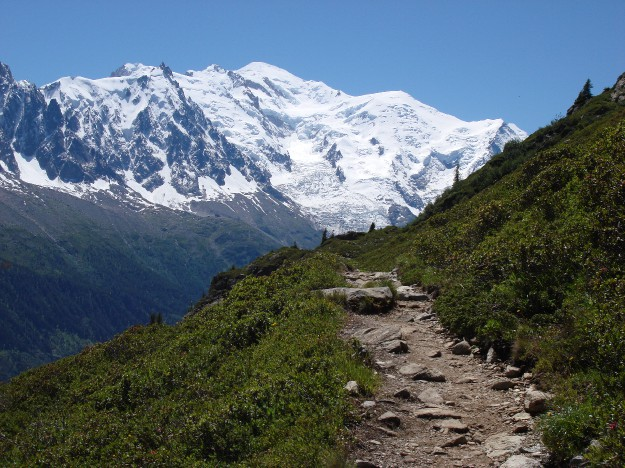
نمایی از مون بلان از تور دو مون بلان که از ایگیل روژ دیده می‌شود. یک مسیر معمولی کوله‌بندی سرعتی.

تندکوله‌گردی (به انگلیسی: Fastpacking) ترکیبی از دوی گذرراه و کوله‌بندی فراسبک است: «پیاده‌روی در سربالایی‌ها، آهسته دویدن در هموارها، و دویدن در سراشیبی‌ها»، بستگی به شیب و به دلیل وزن حمل‌شده‌است. اگر کلبه‌های کوهستانی یا دیگر محل‌های اقامتی در دسترس نباشد، شرکت‌کنندگان یک بسته سبک با لوازم ضروری، از جمله کیسه خواب و چادر، یا سرپناه مشابه همراه دارند. وزن حمل‌شده متفاوت خواهد بود، اما هدف تندکوله‌گردی بیش از ۱۵ پوند (۶٫۸ کیلوگرم) و برخی به وزن کمتر از ۱۰ پوند (۴٫۵ کیلوگرم) است. این فعالیت ممکن است بدون پشتیبانی یا با پشتیبانی انجام شود. تندکوله‌گردهای (fastpackers) پشتیبانی‌نشده از کمک‌های خارجی در طول مسیر استفاده نمی‌کنند، در حالی که تندکوله‌گردهای خودپشتیبان، انبارهای منابع را در طول مسیر مورد نظر برجای می‌گذارند.